# Norbulingka
Norbulingka är en park med flera palats som är belägen i Lhasa, Tibet. Palatsen tjänade som Dalai Lamas sommarresidens från 1780-talet fram till 1959, då den fjortonde Dalai Lama flydde till Indien.
Norbulingka (tibetanska: ནོར་བུ་གླིང་ཀ་; Wylie: Nor-bu-gling-ka) betyder "Juvelparken", där juvelen syftar på Dalai Lama.
Parken påbörjades 1755 av Kelzang Gyatso, den sjunde Dalai Lama, medan palatset och parken avslutades under hans efterföljare Jamphel Gyatso år 1783. Den trettonde Dalai Lama byggde tre nya palats i parkens nordöstra hörn och under den fjortonde Dalai Lama byggdes det "nya palatset" (Takten Migyü Potrang) mellan 1954 och 1959 
Den österrikiske äventyraren Heinrich Harrer hjälpte den fjortonde Dalai Lama att öppna en liten biograf i palatset på 1940-talet.
Under det tibetanska upproret 1959 utsattes palatset för bombardemang från Folkets befrielsearmé, vilket tvingade den fjortonde Dalai Lama att fly till Indien.
Idag är Nodbunlingka en favoritdestination för traditionella tibetanska picknickar (lingka). Under den sjunde månaden varje år samlas tibetaner i parken för att fira yoghurt-festivalen (shötun).
1994 förklarade Unesco att Norbulingka tillhörde världsarvet tillsammans med Potalapalatset.
- Wikimedia Commons har media som rör Norbulingka.